# 岡元昇
岡元 昇（おかもと のぼる、1962年4月17日 - ）は、朝日放送グループホールディングス総務局OPEN↑（オープンアップ）推進部長。元アナウンサー。

## 来歴・人物
宮崎県都城市出身。宮崎県立都城西高等学校から立命館大学産業社会学部へ進学した後に、1985年にアナウンサーとして朝日放送へ入社した。同期のアナウンサーは伊藤史隆と中邨雄二。アナウンサー以外では、2024年4月より朝日放送テレビの社長へ就任した今村俊昭が同期に当たる。
朝日放送への入社後は、「オカホン」という愛称を持つ先輩アナウンサー・岡本洋（後に経営部門へ異動）と区別するために、オカゲンというニックネームを付けられた。『ビーバップ!ハイヒール』（ABCテレビの教養バラエティ番組）でも、2005年4月の番組開始から2013年3月まで、オカゲン 岡元昇という名義で「データマン兼アシスタント」を務めていた。
また、1990年4月から1997年3月までは、ABCテレビの情報番組『おはよう朝日です』シリーズで司会を担当。1994年3月まで当時の後輩アナウンサー・宮根誠司（現在はフリーアナウンサー）とのダブル司会で平日版に出演した後に、同年4月からは土曜版（『おはよう朝日です土曜日です』）の司会を単独で務めた。平日版司会時代の1990年には、堀内孝雄が書き下ろした楽曲「今日も最高やねェ!－浪花に夢の風が吹く－」（朝日放送創立40周年イメージソング）を、宮根とのデュオ・堀内との競作扱いで発表している。
1994年4月に『ABC News Report』の月 - 水曜日担当キャスターへ転じてからは、ABCテレビ平日夕方のニュース番組で、永らくメインキャスターを担当。朝日放送のサービスエリアで発生した阪神・淡路大震災（1995年）などの取材にも携わったが、後継番組の『ABC NEWSゆう』が2009年3月で終了したことを機にキャスターを退いた。
2012年からは、朝日放送編成局のアナウンス部長に就任。『ビーバップ!ハイヒール』のアシスタントを後輩アナウンサー・八塚彩美が引き継いだ2013年4月以降は、部長としての職務にほぼ専念していた。ただし、部下のアナウンサーがレギュラーを務めるABCテレビのバラエティ番組（『ごきげん!ブランニュ』など）に、「アナウンス部長」としてVTRでコメントを寄せることもあった。
2016年10月1日付でコンプライアンス局広報部長に転身。2019年5月現在は総務局OPEN↑推進部長。

## 過去の担当番組

### テレビ
代表で務めた報道・情報ワイドショー番組
| 期間         | 期間         | 番組名                           | 役職                                        | 備考                                         |
| ------------ | ------------ | -------------------------------- | ------------------------------------------- | -------------------------------------------- |
| 同局入社直後 | 同局入社直後 | アフタヌーンショー（テレビ朝日） | 関西地方担当の中継リポーター                |                                              |
| 1990年4月    | 1994年3月    | おはよう朝日です                 | メイン司会                                  | 放送上は宮根誠司とのダブル司会扱いだった     |
| 1993年4月    | 1994年3月    | ABC News Report                  | 月・火曜日担当キャスター                    |                                              |
| 1994年4月    | 1997年3月    | ワイドABCDE〜す                  | 『ABC News Report』月～水曜日担当キャスター |                                              |
| 1994年4月    | 1997年3月    | おはよう朝日・土曜日です         | 司会                                        | 宮根が平日版の単独司会へ昇格したのを機に異動 |
| 2000年10月   | 2004年3月    | ABC NEWSゆう                     | メインキャスター                            |                                              |

バラエティ・特別・定時番組・その他
- ビーバップ!ハイヒール（データマン兼アシスタント）
- 阪神・淡路大震災 特別番組『エール1・17』
- 速報!甲子園への道
- 境遇（2011年12月3日、テレビドラマ）
- 刑事 犬養隼人（第1作=2015年4月18日・第2作=2016年9月24日、テレビドラマ）
- マンスリーABC（月1回放送、朝日放送の広報番組）※2016年10月1日放送分を以て降板（後任は新部長の加瀬征弘ではなく橋詰優子）。2019年5月25日・7月27日放送分にてゲスト出演し、橋詰のインタビューを受けた。
- ABC NEWS（不定期）

### ラジオ
- 乾龍介のホットポイント（中継リポーター）[1]
- 岡元昇のサンデーワイド　どか〜んと360分（日曜午後の6時間生放送、メインパーソナリティ）
- コミケ先生のファンタジー・クック!（2008年11月-2009年3月、ナレーション）
- ニュース探偵局
- ことばのたまてばこ
- ABCニュース（不定期）
  - 『ABC朝日ニュース』時代の2006年1月から2010年4月2日までは、「ニュースデスク」として平日午前帯のニュースを担当。